# Piscinas de las Arenas
Las piscinas las Arenas están situadas en la calle Eugenia Viñes n.º 24, dentro del recinto del Balneario de las Arenas en el municipio de Valencia (España). Se trata de un conjunto de edificios de carácter lúdico con grandes áreas de esparcimiento, donde la referencia al mar y a la playa es inmediata que fue construido en 1934. Algunos de estos edificios han ido desapareciendo a lo largo del siglo, como es el caso del pabellón que se construyó sobre el mar.
Dentro de este conjunto, el edificio principal, obra de F. Iranzo, no es el más interesante. Se trata de un gran templo neogriego, en el que los órdenes y elementos decorativos se han simplificado, y donde los materiales nobles han sido substituidos por otros de escasa calidad.
El conjunto más interesante lo constituye el edificio de la piscina y los vestuarios, obra de Luis Gutiérrez Soto, en colaboración con Cayetano Borso di Carminati, que se ocupó de la dirección de las obras. 

## Descripción
Se trata de una plataforma de hormigón elevada sobre el terreno, con objeto de salvar los problemas que el alto nivel freático pudiera ocasionar. Esta plataforma sirve de circulación, estacionamiento y solárium par bañistas, y para graderíos, bar y pista de baile.
El proyecto consta de tres partes esenciales: piscinas propiamente dichas, terrazas para el público y los bañistas, vestuarios para los dos sexos y locales de dirección, revistas y maquinaria. Las piscinas proyectadas son dos: una grande para competiciones y otra para niños. Las circulaciones del público y los bañistas están perfectamente estudiadas para que no existan concentraciones de gente. Estas circulaciones también se han estudiado para que se pueda transitar libremente por las piscinas sin tener que subir ni bajar inútilmente, gracias al paso cubierto de la parte norte que en principio se proyectó para servir como gimnasio y campo de juegos.
El lenguaje utilizado por Gutiérrez Soto es un lenguaje racionalista, con referencias navales, muy al estilo de los Clubes Náuticos de la época, en el que la sencillez de las líneas y la acertada utilización del color, consiguen, tal y como se relata en la memoria del proyecto, un resultado alegre, armónico y práctico.